# Bafaw-balong
Pour les articles homonymes, voir Bafaw et Balong.
Le bafaw-balong est une langue bantoue parlée au Cameroun. Elle est parfois considérée comme deux langues séparées : le bafaw et le balong.

## Balong

### Écriture
Un alphabet balong et des règles orthographiques sont proposées par Kouoh Mboundja en 2004, celles-ci sont basées sur les recommandations de l’Alphabet général des langues camerounaises.
| a  | b | bw | by | c  | d   | ɛ  | f  | fy  | gh |
| i  | j | k  | kw | ky | l   | m  | mb | mbw | mw |
| my | n | ny | nd | ng | ngw | nj | o  | ɔ   | p  |
| py | s | sw | sy | t  | tw  | u  | w  | y   |    |

### Répartition
La langue Bàlòng est parlée dans l'arrondissement de Mbanga dans la région du Littoral, aux rives du Moungo dans l'arrondissement de Muyuka et dans la Communauté urbaine de Kumba dans la région du Sud-Ouest.

## Lexique Balong
| Personne   | Pronom    | Traduction |
| ---------- | --------- | ---------- |
| 1er p.s.   | Je        | Ŋga        |
| 2ème p.s.  | Tu        | Ɔ          |
| 3ème p.s.  | Il/Elle   | A          |
| 1er p.pl.  | Nous      | Si         |
| 2ème p.pl. | Vous      | Ɲɛ         |
| 3ème p.pl. | Ils/Elles | Ɓɔ̄         |

### Salutation
| Mot               | Traduction  |
| ----------------- | ----------- |
| Bonjour           | Buma yâh ε  |
| Bonsoir           | Buma fin dε |
| Au revoir         | Pondɛ̀ pɛ̀    |
| Je suis désolé(e) | La sɛ̀mi     |
| Merci             | Na sôm      |
| S'il te plaît     | Son         |

## Bafaw

### Écriture
En 1999, le comité de développement de la langue bafaw a proposé un alphabet basé sur les recommandations de l’Alphabet général des langues camerounaises.
| a | b | d | e   | ə | f | g | i  | j | k | kp | l |
| m | n | ŋ | ŋgv | ɔ | p | s | sh | t | u | w  | y |

Les tons sont indiqués à l’aide de diacritique au-dessus des voyelles :
- le ton haut (H) est indiqué avec l’accent aigu : ‹ á, é, ə́, í, ɔ́, ú › ;
- le ton bas (B) est indiqué par l’absence de diacritique : ‹ a, e, ə, i, ɔ, u › ;
- le ton tombant (HB) est indiqué avec l’accent circonflexe : ‹ â, ê, ə̂, î, ɔ̂, û › ;
- le ton montant (BH) est indiqué avec l’antiflexe : ‹ ǎ, ě, ə̌, ǐ, ɔ̌, ǔ ›.